# Гомберг, Михаил Владимирович
Михаил Владимирович Гомберг (род. 16 сентября 1941, Орджоникидзевский край) — советский хоккеист, нападающий. Мастер спорта СССР (1964). Советский и российский тренер. Заслуженный тренер России.

## Биография
Родился в сентябре 1941 года на станции в Ставропольском крае — из-за войны родители, работавшие на алюминиевом заводе в Запорожье, эвакуировались в Сталинск. Семья жила в Старокузнецке, отец после возвращения с фронта в 1946 году работал в Новокузнецке финансистом.
Гомберг начинал заниматься хоккеем во дворе, в 15-16 лет пришёл в школу № 52, через год — полтора был приглашён в «Локомотив», где тренировался у Виктора Никифорова. Через два года, в 1961 году, был приглашён на сборы в новокузнецкий «Металлург». За 14 сезонов, проведённых в команде, забросил 303 шайбы, семь раз становился лучшим бомбардиром, последние пять лет — капитан команды, выступал под 13 номером.
В сезоне 1974/75 — играющий тренер «Металлурга». Тренер в сезонах 1976/77 — 1978/79. Возглавлял команду в сезонах 1980/81 — 1981/82. Тренер в сезонах 1982/83 — 1986/87, 1994/95 — 2006/07. С 25 ноября по 7 декабря 2005 — исполняющий обязанности главного тренера.